# Богодайко Євгеній Віталійович
Євгеній Віталійович Богодайко (нар. 27 квітня 1994 (30 років) , Полтава ) — український плавець, 6-разовий чемпіон та восьмиразовий призер Літніх Паралімпійських ігор. Заслужений майстер спорту.

## Біографія
Хлопчик-дельфін народився в м. Полтава з досить серйозними вадами рук та ніг, через це ще будучи немовлям Євгену довелося перенести декілька операцій, щоб він міг змогу ходити, хоча б на пальчиках. Батьки, Світлана та Віталій, розлучені, однак дуже люблять свого сина та підтримують його у всьому. 
Директор місцевої дитячо-юнацької реабілітаційної спортивної школи Калайда Сергій Олексійович був скептично налаштований на рахунок хлопця та навіть відмовився брати його, проте саме тренер Бойко Галина Миколаївна наполягла на тому, щоб Євгена прийняти до школи, вона змогла розгледіти ще в маленькому Жені його велике майбутнє великого спортсмена. Богодайко був більше прихильником футболу та до плавання займався ним, але Галина Миколаївна змогла швидко заохотити його до плавання, тим паче, що подружжя Бойко і Калайда вже мали дружню згуртовану спортивну команду, яка досить тепло і залюбки прийняла нового спортсмена.
Євген цілеспрямований, людяний, порядний, чесний, щирий хлопчик з самого дитинства, він неймовірний і про нього можна багато сказати і лише найкращі слова. 
Це людина з великої літери з якої треба брати приклад. Людина-борець не тільки в спорті, а й за життя та справедливість. 
Всіми можливими засобами допомагає та підтримує ЗСУ. 
Чемпіон та срібний призер чемпіонату Європи 2009 року. Чемпіон, багаторазовий срібний призер та  дворазовий бронзовий призер чемпіонату світу 2010 року. Багаторазовий чемпіон Європи 2011 року (100 м, 43 м, 50 м, естафети 4×50 м та 4×100 м вільним стилем, 200 м комплексним плаванням, 100 м на спині, 50 м батерфляй, 100 м брас), дворазовий срібний призер (400 м вільним стилем, естафета 4×50 м комплексним плаванням). Триразовий чемпіон, срібний та триразовий бронзовий призер Чемпіонату світу 2013 року. Багаторазовий чемпіон та дворазовий срібний призер Чемпіонату Європи 2014 року.
Дворазовий чемпіон, дворазовий срібний та бронзовий призер Чемпіонату світу 2015 року. Багаторазовий чемпіон, срібний та бронзовий призер Чемпіонату Європи 2016 року. Триразовий чемпіон та триразовий срібний призер Чемпіонату Європи 2018 року. Дворазовий срібний та бронзовий призер Чемпіонату світу 2019 року. Дворазовий чемпіон та дворазовий срібний призер Чемпіонату Європи 2021 року.
Триразовий Паралімпійський чемпіон та дворазовий срібний призер Літніх Паралімпійських ігор 2012 року та Літніх Паралімпійських ігор 2016 року. Чемпіон та бронзовий призер Літніх Паралімпійських ігор 2020 року.
Займається у секції плавання Полтавського обласного центру «Інваспорт».
Закінчив Полтавську державну аграрну академію за фахом «Інженерія».

## Відзнаки та нагороди
- Орден «За заслуги» III ст. (17 вересня 2012) — за досягнення високих спортивних результатів на XIV літніх Паралімпійських іграх у Лондоні, виявлені мужність, самовідданість та волю до перемоги, піднесення міжнародного авторитету України[2]
- Орден «За заслуги» II ст. (4 жовтня 2016) — За досягнення високих спортивних результатів на XV літніх Паралімпійських іграх 2016 року в місті Ріо-де-Жанейро (Федеративна Республіка Бразилія), виявлені мужність, самовідданість та волю до перемоги, утвердження міжнародного авторитету України[3]

## Джерело
- Національний комітет
- Спортивний профіль. Прес-служба Національного комітету спорту інвалідів України. Національний комітет спорту інвалідів України. Архів оригіналу за 15 серпня 2021. Процитовано 06.09.2021. (укр.)
- Біографія та спортивні результати. Офіційний вебсайт паралімпійського руху. Міжнародний паралімпійський комітет. Архів оригіналу за 1 грудня 2020. Процитовано 06.09.2021. (англ.)
- Олімпійський профіль. The Tokyo Organising Committee of the Olympic and Paralympic Games (укр. Оргкомітет Олімпійських і Паралімпійських ігор в Токіо). Архів оригіналу за 30 серпня 2021. Процитовано 06.09.2021. (англ.)